# Bien mal acquis
Pour les articles homonymes, voir BMA.
Les biens mal acquis (BMA) sont les biens mobiliers et immobiliers acquis par les dirigeants d'État et dont le financement trouve sa source dans des détournement de fonds publics appartenant aux États concernés.
Ce sont le produit d’activités délictuelles ou criminelles qui ont permis à des dirigeants un enrichissement que leurs revenus ne peuvent justifier. Ils sont le résultat de détournements de fonds, de vols ou de transferts illicites d’argent public entre les comptes nationaux et leurs comptes personnels, de la corruption et de l’octroi de rétrocommissions. Les auteurs des infractions utilisent souvent les mécanismes d’évaporation des capitaux opaques, garante d’impunité, grâce notamment aux paradis fiscaux et judiciaires et à la complicité de pays développés.
Une étude du Comité catholique contre la faim et pour le développement, publiée en mars 2007, évalue entre 100 et 180 milliards de dollars les avoirs détournés par des dirigeants au cours des dernières décennies. Ainsi Mobutu, dirigeant du Zaïre de 1965 à 1997, a une fortune personnelle estimée à sa mort en 1997 entre 5 et 6 milliards de dollars, et a laissé à l’État une dette publique de 13 milliards.

## Restitutions réalisées
En Suisse plusieurs restitutions ont eu lieu :
- 658 millions de dollars ont ainsi été restitués après 17 ans de procédure aux Philippines  sur les fonds Marcos
- 2,4 millions de dollars des fonds du dictateur malien Moussa Traoré
- 594 millions de dollars des fonds du dictateur nigérian Sani Abacha
- 80 millions de dollars des fonds détournés par le clan d’Alberto Fujimori au Pérou

Le Royaume-Uni a restitué au Nigeria des fonds de Sani Abacha hébergés à Jersey 
Les États-Unis et leurs alliés en Irak ont réalisé la plus grosse restitution en saisissant en 2003 plus de 2 milliards de dollars appartenant à la famille de Saddam Hussein, somme qui doit servir à la reconstruction de l’Irak.
La France, premier pays du G8 à avoir ratifié la convention des Nations Unies contre la corruption (Convention dite de Mérida), n’a procédé à aucune mesure de restitution.

## Procédures de demande de restitutions en cours

### Espagne
En mai 2009 le parquet anticorruption espagnol a demandé une enquête pour blanchiment sur les comptes et investissements en Espagne du président de la Guinée équatoriale, Teodoro Obiang à la suite d'une plainte déposée en décembre 2008 par l'association pour les droits de l'Homme en Espagne, au sujet d'un transfert d'environ 19 millions d'euros de la banque américaine Riggs sur le compte d'une banque espagnole aux Baléares, entre 2000 et 2003.

### France
À la Libération, des ordonnances visant les profits illégitimes réalisés pendant l'Occupation constituent un précédent. Les ordonnances du 18 octobre 1944 et du 6 janvier 1945 s'inspirent du motif suivant : « La plus élémentaire justice fiscale exige que soient reversés au Trésor Public tous les gains qui ont été rendus possibles par la présence de l'ennemi. Alors que la Nation s'appauvrissait, il est inadmissible que certains se soient enrichis à ses dépens ».

#### Première plainte et début de l'enquête
Une première plainte est déposée en mars 2007 auprès du Tribunal de Grande Instance de Paris par trois associations (Sherpa, Survie et la Fédération des Congolais de la diaspora) contre cinq chefs d’États africains en fonction et leurs familles (Omar Bongo Ondimba (Gabon), Denis Sassou Nguesso (Congo-Brazzaville), Blaise Compaoré (Burkina Faso), Eduardo Dos Santos (Angola) et Teodoro Obiang (Guinée-équatoriale)). Ils sont soupçonnés par les trois associations d'être propriétaires en France de nombreux biens immobiliers de luxe et détenteurs d’avoirs bancaires auprès de banques françaises ou de banques étrangères ayant des activités en France. Une enquête policière est ouverte par le parquet de Paris en juin 2007, puis classée sans suite pour « infraction insuffisamment caractérisée » en novembre 2007.
Le journal Le Monde, qui s'est procuré les procès-verbaux de l’enquête, rapporte en janvier 2008 que, selon ces derniers, des membres de la famille des présidents Denis Sassou Nguesso et Omar Bongo détiennent des douzaines de maisons et appartements à Paris et dans le sud de la France, dont certains d'une valeur de plusieurs millions d’euros. La famille de Omar Bongo Ondimba posséderait ainsi 33 appartements ou maisons dont un hôtel particulier de plus de 18 millions d’euros à Paris, acheté en juin 2007 par une société civile immobilière associant deux enfants du président gabonais (13 et 16 ans). La famille de Denis Sassou Nguesso posséderait 18 appartements ou maisons en France.

#### Deuxième plainte et riposte des pays visés
Le 2 décembre 2008, Transparency International France dépose une nouvelle plainte assortie d'une constitution de partie civile visant Omar Bongo, Denis Sassou Nguesso et Teodoro Obiang ainsi que leurs entourages pour recel de détournement de fonds publics.
Me Patrick Maisonneuve avocat d’Omar Bongo annonce le même jour qu'une plainte en diffamation serait déposée sur les accusations de détournement de fonds, pressions et tentatives de corruption, plainte non engagée en mai 2009. Dès juillet 2008, une association baptisée "Touche pas à mon président" avait été constituée au Gabon pour protester contre les dénonciations des ONG sur les biens immobiliers d’Omar Bongo.
Le 5 décembre, le porte-parole du gouvernement congolais, Alain Akouala Atipault, annonce que le Congo avait porté plainte  auprès du Tribunal de Grande Instance de Paris contre Transparence International France et Sherpa. « J'ai simplement décidé que mon avocat à Paris poursuive ces messieurs (de TI et Sherpa) qui sont en réalité quelques bourgeois de Neuilly qui n'ont peut-être jamais mis leurs pieds au Congo ».
Le 31 décembre 2008, Grégory Ngbwa Mintsa, partie civile dans la plainte des biens mal acquis en France, est interpellé puis écroué pour « détention d'un document en vue de sa diffusion dans un but de propagande » et « propagande orale ou écrite en vue de l'incitation à la révolte contre les autorités » le 7 janvier avec trois leaders de la société civile gabonaise et un journaliste, dans le cadre d'une plainte déposée par la Fondation Omar Bongo. Jeudi 8 janvier, Maître Thierry Lévy, défenseur des Gabonais, est « empêché » par la police aux frontières (PAF) à Roissy de prendre un avion pour Libreville, son visa de quatre jours ayant été annulé par les autorités gabonaises « pour raisons de sécurité ». Remis en liberté provisoire le 12 janvier, les quatre militants sont placés sous mandat de dépôt.
Les 20 et 21 janvier 2009, les Congolais Bruno Ossébi et Benjamin Toungamani, qui avaient fait part de leur intention de se joindre à la plainte, sont victimes, à Brazzaville et à Paris d’un incendie dans leurs domiciles respectifs. La compagne d’Ossebi et ses deux enfants meurent brûlés dans l'incendie, Bruno Ossébi décède le 2 février à Brazzaville. En décembre, Benjamin Toungamani porte plainte en France contre X auprès de la police à cause de menaces de mort contre sa famille.

#### Bataille judiciaire sur la recevabilité de la plainte
En mars 2007 les associations Survie, Sherpa et la Fédération des Congolais de la Diaspora portent plainte avec constitution de partie civile pour « détournement de fonds publics, abus de biens sociaux, blanchiment, complicité de ces délits, abus de confiance et recel » contre trois chefs d’État étrangers et certaines personnes de leur entourage.
La question de la compétence de la juridiction française ne concerne évidemment toutefois pas le détournement de fonds publics lui-même, puisque commis à l'étranger et portant sur des fonds appartenant à des personnes publiques étrangères, mais sur les autres infractions, notamment du blanchiment, du recel et des faits de complicité, tous commis sur le territoire national.
Reste que le débat central est celui de la recevabilité de la plainte. Pouvait-on considérer que les faits, comme ceux relevés dans la plainte, causaient un préjudice personnel à cette association qui n'était pas reconnue d'utilité publique et ne bénéficiait, par ailleurs, d'aucune habilitation spéciale ? 
À la demande du Parquet, la décision concernant cette plainte, prévue fin février, avait été repoussée après le voyage de Nicolas Sarkozy au Congo-Brazzaville fin mars.
Le 5 mai 2009, la doyenne des juges du pôle financier de Paris Françoise Desset déclare recevable la plainte avec constitution de partie civile émanant de l'association Transparence International France visant les trois chefs d'Etat africains. Le parquet fait appel et, le 29 octobre 2009, la cour d'appel de Paris infirme l'ordonnance.
À la suite du pourvoi en cassation de l'association, par un arrêt du 9 novembre 2010, la chambre criminelle de la Cour de cassation estime recevable la constitution de partie civile de l’association Transparence International France dans l’affaire dite des « biens mal acquis ». Cette ordonnance n'était pas totalement une surprise car elle s'inscrit dans une tendance jurisprudentielle plus large. Ses conséquences pratiques sont néanmoins très importants, car elle ouvre la voie à des poursuites en France, alors que ces poursuites auraient peu de chances d'aboutir dans les pays d'origine.

#### Développements depuis 2010
Le 6 octobre 2011, Transparency International France et Sherpa annoncent le dépôt d'une nouvelle plainte avec constitution de partie civile pour contourner le refus du parquet d’accorder aux magistrats instructeurs un réquisitoire supplétif qui leur était nécessaire pour pouvoir instruire les faits nouveaux découverts en cours d’enquête.

##### Guinée-équatoriale
Le 12 juillet 2012, les juges d'instruction chargés de l'enquête requièrent un mandat d’arrêt international contre Teodorin Nguema Obiang après le refus de ce dernier de se présenter à la convocation des juges.
Le 19 mars 2014, les juges d'instruction du Tribunal de Grande Instance de Paris décident d'une mise examen de Teodorin Nguema Obiang pour blanchiment.
Le 27 octobre 2017, Teodorin Obiang est condamné en première instance à trois ans de prison et 30 millions d’euros d’amende avec sursis pour avoir blanchi entre 1997 et 2011 une somme estimée à près de 150 millions d’euros. La confiscation de ses biens, outre ses 17 voitures de luxe, a été ordonnée.
En juillet 2021, La Cour de cassation française a confirmé la condamnation de Teodoro Nguema Obiang Mangue, Teodoro Nguema Obiang Mangue avait été condamné à trois ans de prison avec sursis dans l’affaire des « biens mal acquis », en février 2020.

##### Congo
La justice a déjà saisi plusieurs propriétés du clan Sassou Nguesso ainsi qu'une dizaine de voitures de luxe. L'hôtel particulier avec sept pièces et piscine intérieure à Neuilly-sur-Seine (région parisienne), acquis par Julienne Sassou Guesso, fille du président, et son mari Guy Johnson, avait été saisi à titre conservatoire. Ils seront par la suite mis en examen.
L’avocat du président congolais et de membres de son entourage, Jean-Marie Viala, dépose en décembre 2016 une plainte avec constitution de partie civile contre l’association Transparency International pour « tentative d’escroquerie au jugement ».
En 2017, cinq proches du président Sassou sont mis en examen : le neveu, Wilfrid Nguesso (mars), Edgar Nguesso et sa mère Catherine Ignanga, pour « blanchiment de détournements de fonds publics » (juillet 2017).
En avril 2019, le juge rejette la demande de la république du Congo d'être admise au dossier du côté des parties civiles.
Le 4 avril 2025, Le juge d'instruction chargé de l'enquête ouverte en 2010 sur des biens gabonais acquis de façon frauduleuse en France a signifié la fin des investigations, le Parquet national financier (PNF) doit prendre ses réquisitions avant la décision finale du magistrat instructeur sur la tenue éventuelle d'un procès.

##### Tchad
En janvier 2024, une enquête préliminaire est ouverte par le parquet national financier en France (PNF), pour détournement de fonds publics et recel «concernant les dépenses vestimentaires de Mahamat Idriss Déby Itno à Paris».

#### Un projet de loi pour garantir une restitution aux populations spoliées
En mai 2019, le Sénat vote en première lecture une proposition de loi qui prévoit la création d’un fonds destiné à recueillir les recettes provenant de la confiscation des biens mobiliers et immobiliers des personnalités politiques étrangères condamnées en France pour avoir usé de leurs fonctions à des fins d’enrichissement personnel. Cette proposition remplit un vide juridique devenu criant avec la première condamnation de ce type, celle de Teodorin Nguema Obiang deux ans auparavant. La constitution de ce fonds serait une première étape pour résoudre le problème de la mise en œuvre effective de la restitution des biens aux pays concernés. En novembre 2023, Pour la première fois, le budget de l’Etat français prévoit des crédits pour restituer aux populations des avoirs saisis dans les affaires dites de « biens mal acquis » de dirigeants étrangers, concrétisant un mécanisme voté en 2021. Dans un document annexé au projet de loi de finances 2024, le gouvernement prévoit 6,1 millions d’euros pour la restitution de biens mal acquis aux pays d’origine de ces fonds spoliés.

### Monaco
Le 30 mars 2009, ouverture d'une enquête sur des comptes qui appartiendraient à Édith Bongo, épouse d'Omar Bongo et fille de Denis Sassou Nguesso, décédée le 14 mars 2009, soupçonnée d'avoir servi de prête-nom à Omar Bongo et Denis Sassou Nguesso auprès de plusieurs établissements bancaires, afin de dissimuler des capitaux provenant de détournements de fonds publics à Monaco, enquête qui fait suite au courrier de l'association Sherpa au prince Albert II et au procureur de Monaco demandant l'ouverture d'une information judiciaire et le gel des avoirs financiers à Monaco d'Édith Bongo.

### Suisse

#### Fonds Mobutu
La Confédération suisse a décidé la prolongation jusqu'au 30 avril 2009 du blocage des avoirs (8,3 millions de francs suisse) de Mobutu Sese Seko, ex-président du Zaïre gelé en Suisse depuis le 17 mai 1997.

#### Fonds Duvalier
Le 12 février 2009, l'Office fédéral de la justice suisse a ordonné la restitution de 7 millions de francs suisse (4,6 millions d'euros) bloqués sur des comptes bancaires suisses depuis 1986, au peuple haïtien, pour financer des projets de développements. L'ancien dictateur Jean-Claude Duvalier a déposé un recours contre cette décision le 19 mars 2009.

### États-Unis
En avril 2024, Un appartement appartenant à Claudia Sassous-Nguesso, situé à New York dans un édifice appartenant à l’organisation Trump. Une demande de saisie a été déposée à la suite d’une plainte qui considère qu’il s’agit d’un bien mal acquis.